# Santa Maria Imbaro
Santa Maria Imbaro (Sanda Marmàre in dialetto locale) è un comune italiano di 2 000 abitanti della provincia di Chieti in Abruzzo.

## Geografia fisica
Santa Maria Imbaro sorge su uno sperone roccioso alla sinistra del fiume Sangro, a 225 metri sul livello del mare, in un'area di basse colline vicino al mare. Ha una superficie di 6,01 km². È un importante centro agricolo della Val di Sangro.

## Origini del nome
Il nome del paese deriva dalla chiesa che si trovava sull'antichissimo ed importante tratturo L'Aquila-Foggia che conduceva in Puglia, così nacque il termine "Sancta Maria in viam Bari", poi "Sancta Maria in Baro" che diventò infine Santa Maria Imbaro.

## Storia

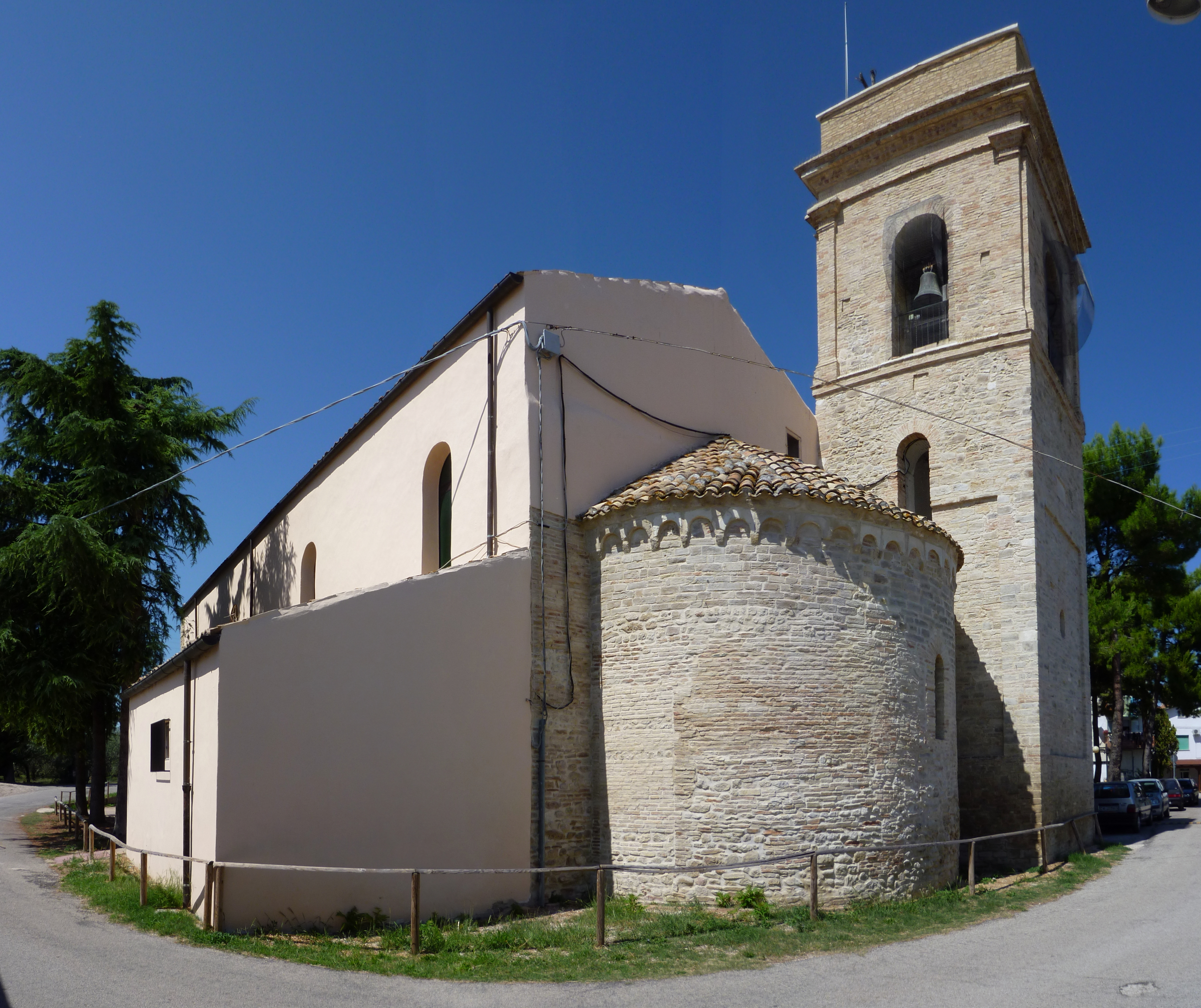
La chiesa di Santa Maria Imbaro

Nonostante siano state rinvenuti resti di insediamenti romani nell'area, la storia del paese è legata alla chiesa di Santa Maria Imbaro del XI secolo, da cui prese il nome il borgo che vi si formò attorno.
Nel 1383 il paese venne menzionato in un documento rogato dal notaio Cacciaguerra di Niccolò Cacciaguerra e in un altro documento del 1411 rogato dal notaio Masio di Matteo durante una fiera per la vendita di una vigna sita nella contrada Colli di Santa Maria Imbaro. A seguito delle pestilenze della metà del XV secolo venne ripopolata dagli schiavoni, così detti per via della loro origine slava lo stesso avvenne in molte altre località limitrofe: Mozzagrogna, Scorciosa, Stanazzo e Pietra Costantina.
Nel catasto pre-onciario di Lanciano il paese viene chiamato Santa Maria a Mare, località ove vi risiedono molti nuclei familiari. Nel 1807, durante il regno di Gioacchino Murat, venne istituito il "Comune delle Ville di Lanciano" con la fusione di Pietra Costantina, Mozzagrogna, Santa Vittoria (Villa Romagnoli), Santa Maria Imbaro e Treglio.
Nel 1816, alla caduta di Murat i comuni di Santa Maria Imbaro, Treglio e Mozzagrogna riacquistarono la loro autonomia.

### Simboli
Lo stemma e il gonfalone sono stati concessi con decreto del presidente della Repubblica del 15 luglio 1982.
Lo stemma rappresenta sette spighe di grano d'oro, in campo azzurro, impugnate e legate di rosso, accompagnate dalle lettere S, M e B d'argento.

## Monumenti e luoghi d'interesse
- La chiesa di Santa Maria Imbaro. È a navata unica e abside. Dà il nome al paese.[5]
- La chiesa di Maria Santissima Madre di Dio. Risale alla fine del XIX secolo. Nel 1901 divenne la parrocchiale del paese in sostituzione della precedente. Un restauro negli anni ottanta che consta di ripavimentazione in granito, ritinteggiatura interna e completamento dei cicli pittorici sia interni che esterni. La facciata principale è in muratura è inquadrata da due ordini che sorreggono un timpano. Il primo ordine è rappresentato da bugnato realizzato in laterizio, mentre il livello superiore è rappresentato da paraste ioniche. Il campanile è posto sul retro. L'interno è a navata unica con volta a botte e lunette scandito da paraste corinzie site ai lati. Altre due paraste inquadrano l'altare. Una statua raffigurante Cristo morto è custodita nei sotterranei della chiesa.[10]
- Il Palazzo Acciarri. È sito nel centro storico del paese in un'area pianeggiante che prospetta la facciata del municipio. Le opere di decorazione, tipo paraste e cornici sono stuccate.[11]
- I resti del tratturo L'Aquila-Foggia (località La Selva).

## Società

### Evoluzione demografica
Abitanti censiti

## Economia

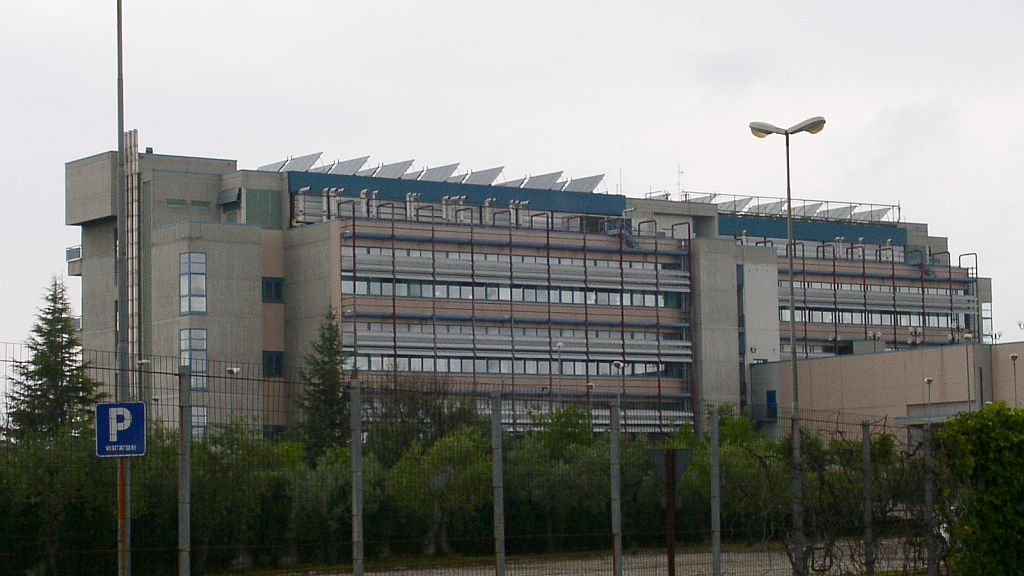
L'ex istituto Mario Negri Sud

Sul territorio del comune sono presenti 42 attività industriali con 309 addetti, pari al 48,43% della forza lavoro occupata, 37 attività di servizio con 96 addetti, pari al 15,05% della forza lavoro occupata, altre 28 attività di servizio con 89 addetti, pari al 13,95% della forza lavoro occupata e 5 attività amministrative con 144 addetti, pari al 22,57% della forza lavoro occupata. Risultano occupati complessivamente 638 individui, pari al 36,77% del numero complessivo di abitanti del comune.
Dal 1988 al 2015 fu attivo in paese l'istituto di ricerche farmacologiche "Mario Negri Sud", un centro di ricerca, formazione e divulgazione scientifica gestito dall'omonima fondazione senza scopo di lucro.

## Amministrazione
| Periodo        | Periodo        | Primo cittadino        | Partito                                                     | Carica  | Note          |
| -------------- | -------------- | ---------------------- | ----------------------------------------------------------- | ------- | ------------- |
| 23 aprile 1995 | 13 giugno 2004 | Alcide Nicola Perugino | Lista Civica di Centro (1995-1999) Lista Civica (1999-2004) | Sindaco | [ 13 ] [ 14 ] |
| 14 giugno 2004 | 25 maggio 2014 | Nicola Romagnoli       | Lista Civica Insieme per Santa Maria Imbaro                 | Sindaco | [ 15 ] [ 16 ] |
| 26 maggio 2014 | in carica      | Maria Giulia Di Nunzio | Lista Civica Santa Maria Imbaro per Tutti                   | Sindaco | [ 1 ]         |